# Zygocera pumilia
Zygocera pumilia là một loài bọ cánh cứng trong họ Cerambycidae.